# Mount Kelly, Antarktis
Mount Kelly är ett berg i Antarktis. Det ligger i Östantarktis. Nya Zeeland gör anspråk på området. Toppen på Mount Kelly är 1 110 meter över havet, eller 174 meter över den omgivande terrängen. Bredden vid basen är 3,1 km.
Terrängen runt Mount Kelly är kuperad åt nordost, men åt sydväst är den bergig. Trakten är obefolkad. Det finns inga samhällen i närheten.